# Pessione
Pessione is een plaats (frazione) in de Italiaanse gemeente Chieri. De stad telt circa 1600 inwoners.